# معاهدة تخفيض الأسلحة الهجومية الاستراتيجية
معاهدة تخفيض الأسلحة الهجومية الاستراتيجية (والمعروفة أيضًا باسم معاهدة موسكو) هي معاهدة مبرمة بين الولايات المتحدة الأمريكية والاتحاد الروسي بشأن تخفيض الأسلحة الهجومية الاستراتيجية، وكانت سارية المفعول من يونيو 2003 حتى فبراير 2011 عندما حلت محلها معاهدة ستارت الجديدة.
في ذلك الوقت، كان ينظر لهذه المعاهدة بأنها تمثل عنصرًا مهمًا في العلاقة الاستراتيجية الجديدة بين البلدين، حيث اتفق الطرفان على تقليل ترسانتهما النووية لتصبح ما بين 1700 و 2200 رأس حربي منتشر عمليًا لكل منهما. وقع الطرفان المعاهدة في موسكو في 24 مايو 2002.
بعد تصديق مجلس الشيوخ الأمريكي ومجلس الدوما الروسي، دخلت معاهدة تخفيض الأسلحة الهجومية الاستراتيجية حيز التنفيذ في 1 يونيو 2003. وكانت ستنتهي في 31 ديسمبر 2012 لولا أن حلت محلها اتفاقية نيو ستارت. يمكن لأي طرف أن ينسحب من المعاهدة بعد تقديم إخطار كتابي مدته ثلاثة أشهر للطرف الآخر.

## نزع السلاح النووي المتبادل
كانت معاهدة تخفيض الأسلحة الهجومية الاستراتيجية معاهدة في سلسلة طويلة من المعاهدات والمفاوضات بشأن نزع السلاح النووي المتبادل بين روسيا (وسلفها الاتحاد السوفيتي) والولايات المتحدة، سبقها معاهدة سالت-1 (1969-1972)، معاهدة الصواريخ المضادة للباليستية (1972)، ومعاهدة سالت-2 (1972-1979)، معاهدة الصواريخ النووية متوسطة المدى (1987)، معاهدة ستارت 1 (1991)، معاهدة ستارت 2 [الإنجليزية] (1993) و معاهدة نيو ستارت (2010).
كانت معاهدة تخفيض الأسلحة الهجومية الاستراتيجية مختلفة عن مهادة ستارت من حيث أنها حدت من الرؤوس الحربية المنشورة عمليًا، في حين حدت معاهدة ستارت 1 من الرؤوس الحربية من خلال الإسناد المعلن إلى وسائل إيصالها (الصواريخ البالستية العابرة للقارات، والصواريخ البالستية المحملة على الغواصات، والقاذفات الثقيلة).
التقى الوفدان الروسي والأمريكي مرتين في العام لمناقشة تنفيذ معاهدة تخفيض الأسلحة الهجومية الاستراتيجية في لجنة التنفيذ الثنائية.